# 凤凰山乡
凤凰山乡，是中华人民共和国河北省秦皇岛市青龙满族自治县下辖的一个乡镇级行政单位。

## 行政区划
凤凰山乡下辖以下地区：
碾子沟村、何台子村、歪顶沟村、娘娘庙村、岳杖子村、楚王庄村、孟台子村、松木集村、烧锅杖子村和汤杖子村。